# 39677 Anagaribaldi
39677 Anagaribaldi este un asteroid din centura principală de asteroizi.

## Descriere
39677 Anagaribaldi este un asteroid din centura principală de asteroizi. A fost descoperit pe 13 martie 1996 la observatorul astronomic Santa Lucia din Stroncone. Asteroidul prezintă o orbită caracterizată de o semiaxă mare de 3,17 ua, o excentricitate de 0,11 și o înclinație de 9,4° în raport cu ecliptica.